# 9월 26일
9월 26일은 그레고리력으로 269번째(윤년일 경우 270번째) 날에 해당한다.

## 사건
- 기원전 46년 - 율리우스 카이사르가 파르살루스 전투에서의 맹세를 따라 그의 전설적인 조상 베누스에게 사원을 바쳤다.
- 1087년 - 윌리엄 2세가 잉글랜드의 국왕으로 즉위하다.
- 1810년 - 스웨덴 국회가 프랑스의 대공 장 베르나도트(스웨덴의 칼 14세)를 스웨덴 왕태자에 추대하다.
- 1815년 - 러시아·오스트리아·프로이센이 신성 동맹을 맺다.
- 1907년 - 뉴질랜드와 뉴펀들랜드가 영국의 자치령이 되다.
- 1921년 - 일제강점기: 부산 부두 노동자 5천여 명, 임금인상 요구하며 총파업
- 1947년 - 소비에트 연방, 한반도에서 미·소 양국군 동시 철수 제의
- 1949년 - 대한민국 정부, 법원조직법 공포.
- 1954년 - 일본 쓰가루 해협에서 기차 수송 여객선 토야마루가 태풍으로 침몰해 1,159명이 사망하다.
- 1958년 - 미얀마(구 버마) 네 윈 장군, 군사쿠데타로 집권
- 1960년 -
  - 미국에서 존 F. 케네디와 리처드 닉슨이 처음으로 대통령 후보 텔레비전 토론을 벌이다.
  - 예멘 아랍 공화국이 선포되다.
- 1962년 - 일본 나가사키현 후쿠에시(현 고토시)에서 대형 화재가 발생되었다.
- 1983년 - 1983년 핵무기 신호 오인 사건발생.
- 1984년 - 영국과 중화인민공화국, 홍콩 반환 협정에 가조인.
- 2002년 - 대구광역시 달서구 와룡산에서 발생한 성서 초등학생 실종 사건의 다섯 명 유골이 11년 만에 발견되다.
- 2003년 - 대한민국 국회, 윤성식 감사원장 후보자 임명동의안 부결
- 2006년 - 고이즈미 준이치로가 일본의 총리직에서 물러났다.
- 2009년 - 필리핀, 중화인민공화국, 베트남, 캄보디아, 라오스, 타이를 덮쳐 700 여명의 사상자를 만든 태풍 켓사나가 발생했다.
- 2014년 -
  - 이괄라 집단 납치 사건이 일어났다.
  - 정치인 김현 대리기사 폭행 사건이 일어났다.
- 2016년 - 동해에서 한미 연합 해상작전에 참가한 대한민국 해군의 링스헬기가 해상에서 공간정위 상실(Spatial Disorientation)로 추락해 조종사 김경민 소령을 비롯해 3명이 순직했다.
- 2022년 - 대전 유성구 현대아울렛에서 화재가 발생하였다.

## 문화
- 1580년 - 프랜시스 드레이크의 지구 주항이 끝나 영국 플리머스에 골든 힌드 호가 도착하다.
- 1895년 - 서울매동초등학교 개교
- 1957년 – 브로드웨이에서 로미오와 줄리엣을 각색한 뮤지컬 웨스트 사이드 스토리가 초연되다.
- 1969년 - 대한민국의 스포츠 전문 일간지 일간스포츠 창간
- 1991년 - 바이오스피어 2 실험을 시작하다.
- 1993년 - 대한민국의 우리별 2호 위성, 남아메리카 프랑스령 기아나 쿠루 우주기지서 발사 성공.
- 1998년 - 제1회 방콕국제영화제에서 장선우 감독 《꽃잎》 최고상 수상
- 2000년 - 방송인 홍석천 커밍아웃 선언
- 2001년 - 대한민국 충청북도, 세종특별자치시 일부 지역에서 SBS 파워FM의 지역민방 라디오 프로그램 CJB JOY FM 개국. (FM 101.5 MHz)
- 2010년
  - 이대형이 KBO 리그 최초 4년 연속 50도루 달성하였다.
  - FIFA U-17 여자 월드컵에서 한국이 우승함.

## 탄생
- 1182년 - 프란체스코 수도회의 창시자 아시시의 프란치스코. (~?)
- 1634년 - 조선시대 후기의 권신 김석주. (~1684년)
- 1774년 - 미국의 묘목상 조니 애플시드. (~1845년)
- 1870년 - 덴마크의 왕 크리스티안 10세. (~1947년)
- 1877년 - 프랑스의 피아니스트 알프레드 코르토. (~1962년)
- 1886년 - 영국의 생리학자 아치볼드 비비언 힐. (~1977년)
- 1887년 - 이탈리아의 축구 선수 주세페 밀라노. (~1971년)
- 1888년 - 영국의 시인, 평론가 T. S. 엘리엇. (~1965년)
- 1889년 - 독일의 철학자, 현상학, 해석학 마르틴 하이데거. (~1976년)
- 1890년
  - 대한민국의 사회주의 운동가 김명식. (~1943년)
  - 잉글랜드의 축구 선수 잭 트레사던. (~1959년)
- 1897년 - 제262대의 교황 교황 바오로 6세. (~1978년)
- 1898년
  - 미국의 작곡가 조지 거슈윈. (~1937년)
  - 덴마크의 배우 카리나 벨. (~1979년)
- 1901년
  - 대한민국의 종교인 김재준. (~1987년)
  - 미국의 배우 조지 래프트. (~1980년)
- 1904년 - 우크라이나의 작가 미콜라 바잔. (~1983년)
- 1905년 - 오스트리아의 축구 감독 카를 라판. (~1996년)
- 1917년 - 미국의 야구인 서먼 터커. (~1993년)
- 1926년
  - 일본의 물리학자 고시바 마사토시. (~2020년)
  - 미국의 가수, 배우 줄리 런던. (~2000년)
- 1927년
  - 대한민국의 시인 김남조. (~2023년)
  - 대한민국의 조각가 권경숙. (~2024년)
- 1930년 - 일본의 배우 코바야시 아키지. (~1996년)
- 1932년
  - 인도의 정치인 만모한 싱. (~2024년)
  - 러시아의 작가 블라디미르 보이노비치.
- 1937년 - 소련의 정치인 발렌틴 파블로프.
- 1945년
  - 브라질의 가수 가우 코스타. (~2022년)
  - 영국의 가수 브라이언 페리.
- 1947년 - 미국의 가수 린 앤더슨.
- 1948년 - 오스트레일리아의 가수 겸 배우 올리비아 뉴턴존. (~2022년)
- 1956년 - 미국의 배우 린다 해밀턴.
- 1957년
  - 이탈리아의 축구 선수 루이지 데 카니오.
  - 독일의 축구 선수 클라우스 아우겐탈러.
- 1958년 - 잉글랜드의 전직 축구 선수 케니 샌섬.
- 1962년
  - 대한민국의 배우 김병세.
  - 미국의 기타리스트 알 피트렐리.
  - 잉글랜드의 싱어송라이터 트레이시 손.
- 1963년 - 대한민국의 가수 김란영.
- 1965년
  - 우크라이나의 대통령 페트로 포로셴코.
  - 대한민국의 변호사 신은숙.
- 1966년
  - 대한민국의 배우 신정근.
  - 대한민국의 정치인 박정하.
- 1969년
  - 대한민국의 정치인 윤건영.
  - 대한민국의 의원 이상훈.
- 1970년 - 미국의 배우 셰리 문 좀비.
- 1972년 - 대한민국의 배우 리민.
- 1973년 - 대한민국의 야구 선수 최정환.
- 1974년 - 대한민국의 배우 주진모.
- 1976년
  - 대한민국의 성우 박찬희.
  - 독일의 전 축구 선수 미하엘 발라크.
- 1978년
  - 대한민국의 배우 김소연.
  - 대한민국의 가수 이현섭.
- 1979년
  - 대한민국의 성우 선호제.
  - 한국계 미국인 종교 문형진.
  - 오스트리아의 배우 주자네 뷔스트.
- 1981년
  - 미국의 테니스 선수 세리나 윌리엄스.
  - 일본의 성우 츠네마츠 아유미.
  - 중국의 가수 야오베이나. (~2015년)
  - 대한민국의 만화가 주호민.
  - 대한민국의 전 축구 선수 김유진.
- 1983년
  - 대한민국의 축구 선수 김철호.
  - 대한민국의 희극인 김용석.
  - 러시아의 권투 선수 다비트 아이라페탼.
  - 포르투갈의 축구 선수 히카르두 쿠아레즈마.
- 1984년 - 대한민국의 전직 스타크래프트 프로게이머 박영훈.
- 1985년
  - 잉글랜드의 배우 타룰라 라일리.
  - 일본의 배우 아키야마 리나.
- 1986년
  - 대한민국의 방송 기자 김빛이라.
  - 대한민국의 배우 윤시윤.
  - 캐나다의 배우 애슐리 레갯.
  - 대한민국의 배우 서윤아.
- 1987년
  - 이란의 보디빌더 하디 추판.
  - 대한민국의 배우 겸 가수 장근석.
- 1988년
  - 북한의 정치인 김여정.
  - 핀란드의 피겨 스케이트 선수 키라 코르피.
  - 일본의 야구 선수 오노 유다이.
- 1989년
  - 대한민국의 아나운서 연상은.
  - 미국의 작곡가 조지 거슈윈.
  - 대한민국의 가수, 뮤지컬 배우 장서영.
  - 잉글랜드이 전 축구 선수 키어런 기브스.
  - 잉글랜드의 배우 에마 릭비.
  - 대한민국의 축구 선수 조준현.
- 1991년
  - 대한민국의 배우 여민주.
  - 대한민국의 가수 김진우 (위너).
  - 대한민국의 레이싱 모델 민유린.
  - 대한민국의 배우 강서연.
  - 대한민국의 배우 박수연.
  - 대한민국의 축구 선수 김정주.
- 1992년
  - 대한민국의 가수 유아라 (헬로비너스).
  - 대한민국의 배우 김지혜.
  - 대한민국의 성악가 이한범.
  - 대한민국의 배우 박서연.
- 1993년
  - 대한민국의 배우 김도건.
  - 대한민국의 희극인 박이안.
- 1994년
  - 대한민국의 가수 현욱 (인투잇).
  - 이탈리아의 육상 선수 마르셀 자콥스.
- 1995년
  - 대한민국의 가수 앤제이 (씨리얼).
  - 일본의 성우 후카가와 세리아.
  - 대한민국의 배우 최라진.
- 1996년
  - 대한민국의 가수 채민.
  - 미국의 프리스타일 스키 선수 제일린 코프.
- 1998년
  - 일본의 아이돌 와카타베 하루카.
  - 중국의 바둑 기사 셰얼하오.
- 2000년 - 미국의 인터넷 방송인, 악성 여행객 조니 소말리.
- 2001년 - 대한민국의 리그 오브 레전드 프로게이머 모건.
- 2002년 - 대한민국의 배우 박인아.
- 2003년
  - 대한민국의 가수 미누.
  - 대한민국의 정치인 김경주.
- 2004년 - 대한민국의 배우 홍다혜.
- 2012년
  - 대한민국의 아역 배우 김유하.
  - 대한민국의 아역 배우 김지유.

## 사망
- 1328년 - 시리아의 법학자, 신학자 이븐 타이미야. (1263년~)
- 1626년 - 일본의 전국시대 당시 군인 와키자카 야스하루. (1554년~)
- 1800년 - 러시아의 푸카초프 반란 지도자 살라와트 율라예프. (1756년~)
- 1820년 - 미국의 탐험가 대니얼 분. (1734년~)
- 1839년
  - 조선의 가톨릭 순교자 김 율리에타. (1784년~)
  - 조선의 가톨릭 순교자 김제준. (1796년~)
  - 조선의 가톨릭 순교자 김효임. (1814년~)
  - 조선의 가톨릭 순교자 남이관. (1780년~)
  - 조선의 가톨릭 순교자 박봉손. (1796년~)
- 1868년 - 독일의 수학자 아우구스트 페르디난트 뫼비우스. (1790년~)
- 1902년 - 미국의 사업가 리바이 스트라우스. (1829년~)
- 1904년 - 일본의 작가 고이즈미 야쿠모. (1850년~)
- 1945년 - 헝가리의 작곡가 버르토크 벨러. (1881년~)
- 1946년 - 일제강점기의 군인 홍사익. (1887년~)
- 1952년 - 미국의 철학자 조지 산타야나. (1863년~)
- 1973년 - 이탈리아의 배우 안나 마냐니. (1908년~)
- 1978년 - 스웨덴의 물리학자 만네 시그반. (1886년~)
- 2006년 - 미국의 골프 선수 바이런 넬슨. (1912년~)
- 2008년 - 미국의 배우, 기업인 폴 뉴먼. (1925년~)
- 2010년 - 미국의 배우, 시각 예술가 글로리아 스튜어트. (1910년~)
- 2012년 - 미국의 배우 조니 루이스. (1983년~)
- 2016년 - 대한민국의 축구 선수, 축구 감독 이광종. (1964년~)
- 2017년 - 대한민국의 공무원 도태호. (1960년~)
- 2019년 - 프랑스의 제22대 대통령 자크 시라크. (1932년~)
- 2020년 - 영국의 음악가, 배우 지미 윈스턴. (1945년~)
- 2023년 - 미국의 야구 선수 브룩스 로빈슨. (1937년~)
- 2024년 - 미국의 영화배우 존 애슈턴. (1948년~)

## 기념일
- 추석 - 2053년, 2072년, 2083년
- 유럽 언어의 날
- 세계 피임의 날

## 같이 보기
- 전날: 9월 25일 다음날: 9월 27일 - 전달: 8월 26일 다음달: 10월 26일
- 음력: 9월 26일
- 모두 보기